# Koshkonong (Misuri)
Koshkonong es un pueblo ubicado en el condado de Oregon en el estado estadounidense de Misuri. En el Censo de 2010 tenía una población de 212 habitantes y una densidad poblacional de 467,74 personas por km².

## Geografía
Koshkonong se encuentra ubicado en las coordenadas 36°35′51″N 91°38′46″O / 36.59750, -91.64611. Según la Oficina del Censo de los Estados Unidos, Koshkonong tiene una superficie total de 0.45 km², de la cual 0.45 km² corresponden a tierra firme y (0%) 0 km² es agua.

## Demografía
Según el censo de 2010, había 212 personas residiendo en Koshkonong. La densidad de población era de 467,74 hab./km². De los 212 habitantes, Koshkonong estaba compuesto por el 91.51% blancos, el 0.47% eran afroamericanos, el 1.42% eran amerindios, el 0% eran asiáticos, el 0% eran isleños del Pacífico, el 0.47% eran de otras razas y el 6.13% pertenecían a dos o más razas. Del total de la población el 1.42% eran hispanos o latinos de cualquier raza.